# Clinical Lymphoma, Myeloma & Leukemia
Clinical Lymphoma, Myeloma & Leukemia, abgekürzt Clin. Lymphoma Myeloma Leuk., ist eine wissenschaftliche Fachzeitschrift, die vom Elsevier-Verlag veröffentlicht wird. Die Zeitschrift erscheint mit zwölf Ausgaben im Jahr. Es werden Arbeiten veröffentlicht, die sich mit dem Nachweis, der Prävention und der Behandlung von Lymphomen, Myelomen und Leukämien beschäftigen.
Der Impact Factor lag im Jahr 2016 bei 2,494. Nach der Statistik des ISI Web of Knowledge wird das Journal mit diesem Impact Factor in der Kategorie Onkologie an 136. Stelle von 217 Zeitschriften und in der Kategorie Hämatologie an 47. Stelle von 68 Zeitschriften geführt.